# 卡尔多苏莫雷拉
卡尔多苏莫雷拉是巴西里约热内卢州的一个市镇。总面积514.882平方公里，总人口12481人，人口密度24.2人/平方公里。